# Història de Grècia
Grècia fou la primera àrea d'Europa on emergí la primera civilització i probablement on es desenvolupà la primera cultura neolítica autòctona. La primera n'aparegué a l'illa de Creta, la civilització minoica, i més tard a la Grècia continental, la civilització micènica. Més tard, les ciutats estat emergiren en tota la península grega i s'expandiren a través de les costes del mar Negre, el sud d'Itàlia i Àsia Menor assolint grans nivells de prosperitat que resultaren en una gran explosió cultural, expressada en l'arquitectura, la literatura, la ciència i la filosofia, i que portaren Atenes a un ambient democràtic. Atenes i Esparta encapçalaren la lluita contra l'Imperi persa en les guerres mèdiques i assoliren rebutjar-lo. Ambdues ciutats s'enfrontaren també entre si en la Guerra del Peloponès. Ambdues foren eclipsades més endavant per Tebes i més tard pel Regne de Macedònia, el qual, sota el guiatge d'Alexandre el Gran, uní i encapçalà el món grec cap a la victòria sobre els perses i establí el període hel·lenístic que dominà el món civilitzat conegut durant prop de dos segles, fins a l'establiment dels romans com a dominadors de totes les terres de parla grega cap al 146 aC.

## Civilització micènica
La civilització micènica, de la ciutat de Micenes, va ser una cultura avantpassada de la grega que va durar des del 1500 aC fins al 1100 aC aproximadament i que va ser absorbida per les invasions dòries. Els grecs creien que la ciutat havia estat fundada per Perseu.
Els micènics estaven organitzats com una monarquia. Els consellers reials o aristocràcia es distingien del poble ras, que devia tribut o servei al rei, i també dels esclaus. Es donava molta importància a la guerra, els nobles ascendien en funció dels seus triomfs i els cavalls es reservaven per tirar dels carros, no s'usaven al camp.
El poble no esclau gaudia d'una relativa llibertat. L'economia estava controlada pels escribes, que apuntaven les entrades i sortides de mercaderies dels negocis personals i els presents o impostos de palau.
Es conreava una agricultura típicament mediterrània, amb predomini de cereals, vi i oli. Les terres es dividien en reials i comunals, com tota la societat.
Micenes destacava pels seus teixits, que exportava a regnes veïns, sobretot els treballs en llana i en lli. Els artesans eren especialistes i depenien directament dels sous de palau. Altres indústries destacables en són la perfumeria i les obres amb bronze.
La mitologia presenta ja les figures clàssiques del panteó grec: Posidó (ocupant un paper preeminent), Hermes, Zeus… Destaca la importància de les històries sobre el minotaure i Dèdal. Hi ha una deessa mare anomenada Diwia que no es troba en les èpoques posteriors.

### Ciutats micèniques
Era una civilització organitzada al voltant de ciutats fortificades. Les més importants són Pilos, Gla, Cnossos (a Creta), Tirint i per descomptat la mateixa Micenes. Totes constaven d'una acròpolis, d'una cisterna o punt per aconseguir aigua i de sortides protegides per a fugir en cas de setge, normalment passos coberts entre gruixudes muralles de blocs de pedra.
Els habitatges tenien forma quadriculada i imitaven el disseny dels palaus. Constaven d'una o diverses sales amb un passadís central i feien entre 5 i 30 metres quadrats segons la classe social.

## Antiga Grècia
Es creu que el poble grec va immigrar al sud cap a la península Balcànica en diverses onades a finals del tercer mil·lenni aC, l'última de les quals seria la invasió dòrica. El període del 1600 al 1100 aC és el període de la civilització micènica, coneguda per la guerres de Troia encapçalades pel rei Agamèmnon, segons els relats èpics d'Homer. El període del 1100 aC al 700 aC és conegut com l'edat fosca atès que no n'ha sobreviscut cap text primari i molt poques restes arqueològiques. Els texts secundaris i terciaris, com ara les històries d'Heròdot, la descripció de Grècia de Pausànias, la biblioteca de Diodor de Sicília i les cròniques de Jeroni, contenen breus cronologies i llistes de reis que governarien durant aquest període. La història de la Grècia antiga acaba amb la fi del regnat d'Alexandre el Gran, que moriria el 323 aC. Els esdeveniments subsegüents es descriuen com la Grècia hel·lenística, que acabaria amb la conquesta dels territoris grecs per part de Roma, tot i que per a uns altres historiadors, per la seva influència en l'Imperi Romà, acabaria amb l'acceptació del cristianisme com a religió oficial de l'imperi.
Durant el segle viii aC, Grècia va començar a emergir de l'edat fosca que havia succeït la civilització micènica. L'alfabetisme s'havia perdut i l'escriptura micènica havia estat oblidada. Els grecs, però, van adaptar l'alfabet fenici al grec i van començar a fer escrits des del 800 aC. Grècia va ser dividida en petites comunitats autònomes, un patró imposat per la geografia de la península on cada illa, vall i plana és separada dels seus veïns per aigua o muntanyes.
La població de Grècia va començar a créixer més que les terres de conreu disponibles. D'acord amb l'historiador Mogens Herman Hansen, la població grega va passar de 700.000 a gairebé 10 milions del 800 al 250 aC. A partir del 750 aC, va començar un període de 250 anys d'expansió, durant els quals els grecs van establir colònies en totes direccions: Àsia Menor, Xipre, les costes de Tràcia, la mar de Màrmara i la costa sud de la mar Negra. Posteriorment, les colònies es van expandir per tota la Mediterrània.
Al segle vi aC, el món grec s'havia convertit en una àrea cultural i lingüística molt més gran que no pas l'àrea geogràfica de la Grècia actual. Les colònies gregues, encara que no eren unides políticament, mantenien enllaços culturals, religiosos i comercials entre si. Els grecs, a casa seva i a les colònies, s'organitzaven com a comunitats independents i les ciutats, les polis, es van convertir en la unitat bàsica de govern grec.
Durant aquest període hi va haver un desenvolupament important a tot el món grec, acompanyat del creixement del comerç i la manufactura. També hi va haver una millora important del nivell de vida de la població. Alguns estudis diuen que la mida mitjana de les cases gregues va ser cinc vegades més gran el 300 aC que el 800 aC. Això suggereix un creixement de la renda mitjana de la població. El salari diari d'un treballador grec era, en termes de grans (13 kg), més de quatre vegades més gran que no pas el salari d'un egipci (3 kg).

## Imperi Romà d'Orient
L'evolució de l'Imperi Romà d'Orient a partir de l'antic Imperi Romà pot ser vist com un procés que començà quan l'emperador Constantí I el Gran transferí la capital de Nicomèdia, a Anatòlia, a la ciutat de Bizanci, que fou rebatejada Nova Roma o Constantinoble, al Bòsfor. Al segle vii, sota el regnat de l'emperador Heracli, les reformes del qual canviaren la naturalesa de l'exèrcit de l'imperi i reconegueren el grec com la llengua oficial, l'Imperi ja havia agafat un caràcter diferent.
Durant la seva existència mil·lenària, l'imperi sofrí nombroses desfetes i pèrdues de territori, especialment durant les guerres romanoperses i les guerres arabo-romanes. Tot i que la seva influència a l'Àfrica del Nord i l'Orient Pròxim havia entrat en declivi com a resultat d'aquests conflictes, l'Imperi Romà d'Orient continuà sent una de les forces més potents d'Europa, si no la més potent, en termes econòmics, culturals i militars. Després d'un últim ressorgiment sota la dinastia Comnè al segle xii, l'Imperi caigué en un llarg declivi durant les guerres romano-otomanes, acabant amb la caiguda de Constantinoble al segle xv.
L'imperi, bastió del cristianisme i un dels principals centres de comerç del món, contribuí a protegir Europa occidental del principi de l'expansió de l'islam, proporcionà una moneda estable en or a la regió mediterrània, influí en el dret, el sistema polític i els costums de gran part d'Europa i l'Orient Pròxim, i preservà gran part de les obres literàries i el coneixement científic de l'antiga Grècia, Roma i moltes altres cultures.
La posterior barreja de les cultures romana i hel·lènica se sintetitzaren en l'establiment de l'Imperi Romà d'Orient el 330 dC al voltant de la ciutat de Constantinoble, el qual retingué la major part del poder cultural i militar durant els següents 1.123 anys, fins a la seva caiguda a mans dels turcs otomans el 1453. Durant els següents anys Grècia romangué sota l'autoritat otomana, i molts intel·lectuals grecs emigraren a l'Europa Occidental portant amb ells la cultura de l'antiga Grècia i sent part important de l'anomenat Renaixement europeu. De forma paral·lela, els grecs ortodoxos es cohesionaren mitjançant la religió, i desenvoluparen més tard un paper fonamental en la formació de la moderna identitat grega.

## Regne de Grècia

Expansió territorial de Grècia entre 1830 i 1947

Després del triomf a la Guerra d'Independència grega sobre l'Imperi Otomà de 1821 a 1829, el nou estat grec fou finalment reconegut en el protocol de Londres. El 1827, Ioannis Kapodístrias, un noble grec de les Illes Jòniques, fou escollit primer governador de la nova república. No obstant això, després del seu assassinat s'instaurà la monarquia sota Otó I de Grècia, de la dinastia Wittelsbach bavaresa. El 1843, el rei fou forçat a garantir la constitució i una assemblea representativa. Però per la seva vocació autoritària, fou destronat el 1863 i reemplaçat pel príncep Vilhelm de Dinamarca, que adoptà el nom de Jordi I de Grècia i portà amb ell les Illes Jòniques, regal de coronació del Regne Unit. El 1877, Kharílaos Trikupis, una important figura de l'escena política grega, contingué el poder de la monarquia per interferir en l'assemblea a l'hora d'elegir el primer ministre mitjançant la publicació del "vot de confiança".
Com a resultat de les guerres balcàniques, Grècia aconseguí incrementar el seu territori i població. Els següents anys, la lluita entre Constantí I de Grècia i el carismàtic primer ministre Elevthérios Venizelos sobre la política estrangera en vespres de la I Guerra mundial dominà l'escena política grega, i dividí l'estat en dos grups oposats.
Després de la I Guerra mundial es produí la lluita contra els nacionalistes turcs liderats per Mustafa Kemal, una guerra que provocà un intercanvi important de població entre els dos estats després del tractat de Lausana. El 1924 s'hi proclama la República, i la inestabilitat i successius cops d'estat marcaren l'etapa següent, que fou eclipsada per la tasca d'incorporar més d'un milió i mig de refugiats grecs d'Àsia Menor dins de la societat grega. El 28 d'octubre de 1940 la Itàlia feixista demanà la rendició de Grècia, però el dictador grec Ioannis Metaxàs s'hi oposà i provocà la consegüent Guerra grecoitaliana, en què Grècia expulsà les forces italianes cap a Albània, donant als aliats de la Segona Guerra mundial la primera victòria sobre les potències de l'Eix. Posteriorment s'hagué d'enfrontar a les forces alemanyes durant la batalla de Grècia, en què les forces d'ocupació alemanyes hagueren d'enfrontar-se a la resistència grega.
Després de l'alliberament, Grècia caigué en la Guerra civil entre les forces proreialesa i les comunistes, que provocà una greu crisi econòmica i greus tensions socials entre les dretes i les esquerres els següents 30 anys. Els següents 20 anys es caracteritzaren per la marginació dels esquerrans dins l'esfera política i social gregues, però amb un considerable creixement econòmic, gràcies en part al Pla Marshall.
El 1965 fou un període de turbulència política que portà al cop d'estat del 21 d'abril de 1967 del Règim dels Coronels, amb el suport dels Estats Units. El novembre de 1973 l'aixecament a la Universitat Politècnica d'Atenes provocà un cop contrari que instal·là a Dimitrios Ioannidis com a dictador. El 20 de juliol de 1974, amb la invasió turca de l'illa de Xipre el règim grec es col·lapsà.
L'antic primer ministre Konstandinos Karamanlís retornà de París, on havia viscut des del seu exili el 1963, i començà l'era anomenada Metapolitefsi. El 14 d'agost de 1974 les forces gregues abandonaren l'estructura militar de l'OTAN en protesta per l'ocupació turca del nord de Xipre.

## Grècia contemporània
El 1975 s'instaurà la constitució de la república democràtica i s'abolí la monarquia per referèndum. Andreas Papandreou fundà el Moviment Socialista Panhel·lènic (PASOK), en resposta al partit Nova Democràcia de Konstandinos Karamanlís, i esdevingueren les dues forces polítiques dominants en la política grega durant les dècades següents. Grècia retornà a l'OTAN el 1980.
Grècia es convertí en el desè membre de la Unió Europea l'1 de gener de 1981, i experimentà des d'aleshores un notable creixement econòmic. El país adoptà l'euro el 2001 i organitzà de manera satisfactòria els Jocs Olímpics d'Estiu de 2004 a Atenes.
L'espai geografic de Grècia anteriorment es deia Hèl·lade.
Des de 2011 els governs de Grècia han utilitzat el fons d'inversió Hellenic Republic Development Assets Fund (en grec: TAIPED) per a posar en venda allò que és propietat de l'estat. Una de les empreses que aprofità per invertir fou M. A. Angeliades Inc.
Amb les eleccions del setembre de 2015 hi hagué un canvi de govern important amb la victòria d'Alexis Tsipras. El 5 de juliol del mateix any aquest equip de govern convocà un referèndum respecte a mantindre's a la zona euro que portà a continuar en aquesta zona a causa de la crisi econòmica en la qual s'estava vivint. La principal font d'ingresos d'exportació era el turisme perquè els turistes fugien del Magrib i l'Orient Pròxim per raons de seguretat, cosa que alleujava els problemes econòmics grecs.